# スタビレー
スタビレー（Stahlwille ）は、ドイツの総合工具メーカー。梨地鍍金を施した工具が特徴である。

## 社名の由来
スタビレー社は1862年に鍛冶職人の使う火バサミなどの製造を目的として創業。創業者の名前は、エドワード・ワイル氏。社名の由来は、ドイツ語のSTAHL（鉄）と創業者のWILLE（ワイル）をつないだものである。

## 沿革
- 1862年 - 創業